# 2008 en Algérie
Chronologie de l’Algérie
- 2004
- 2005
- 2006
- 2007
- 2008
- 2009
- 2010
- 2011
- 2012

Cet article présente les faits marquants de l'année 2008 en Algérie.

## Évènements

### Janvier
- Mercredi 2 janvier 2008 : attaque suicide à Naciria, qui aurait causé la mort de trois personnes.
- Janvier 2008 : un prêtre français du diocèse d'Oran est condamné à deux ans de prison, dont un an avec sursis, pour avoir régulièrement célébrer la messe à des chrétiens de la région subsaharienne de Maghnia près de la frontière marocaine. Un médecin algérien qui l'accompagnait pour distribuer des médicaments a été condamné à deux de prison ferme. Ces deux condamnations sont prises sur la base de l'ordonnance présidentielle du 28 février 2006 dans le but d'encadrer strictement la pratique des cultes non-musulmans.
- Dimanche 27 janvier 2008 : une cellule d'islamistes est démantelée à Corso près de Thénia. Elle était impliquée dans las attaques du 11 décembre dernier à Alger qui ont fait 41 morts.
- Mardi 29 janvier 2008 : un attentat-suicide à la voiture piégée contre un commissariat de police à Thénia cause la mort de quatre personnes et blesse gravement une vingtaine de personnes.

### Février
- Vendredi 22 février 2008 : deux touristes autrichiens, Andrea Kloiber (44 ans) et Wolfgang Ebner (51 ans), enlevés par des membres d'Al-Qaida au Maghreb islamique en Tunisie, sont transférés en Algérie.

### Mars
- Lundi 24 mars 2008 : le pasteur Mustapha Krim, président de l'Église protestante d'Algérie, annonce que les autorités ont désormais interdit l'activité de treize temples et lieux de prière, situés principalement en Kabylie.

### Avril
- Dimanche 27 avril 2008 : début de deux jours de violentes manifestations dans la ville de Chlef à 200 km à l'ouest d'Alger. Plusieurs personnes ont été blessées et plus de soixante manifestants ont été arrêtés. Des échauffourées avec la police ont eu lieu en marge du procès en diffamation intenté par le préfet du département contre le président de la « coordination des sinistrés d'octobre 1980 », Mohammed Yacoubi. Plus de sept mille personnes avaient péri lors du tremblement de terre.
- Lundi 28 avril 2008 : le ministre algérien de l'Énergie et des mines, aussi président de l'OPEP, Chakib Khelil, n'exclut pas l'éventualité d'un baril à 200 $ si la devise américaine poursuit sa chute : « Une baisse de 1 % du dollar provoque une hausse de 4 dollars par baril ».

### Mai
- Mardi 6 mai 2008 : la ministre française de l'Intérieur Michèle Alliot-Marie est en visite officielle pendant six jours. Parmi les points abordés : l'instabilité de la zone sahélienne, l'instauration d'un centre de coopération antidrogue pour la zone Méditerranée, le recrutement, la formation est l'équipement de 130 000 policiers (+60 000), gendarmes (+40 000) et pompiers (+30 000) supplémentaires en trois ans. La France pourrait fournir du matériel et des formations adaptées et des outils de police scientifique. Un autre point a été abordé, le suivi des islamistes libérés, dont beaucoup se retrouvent au cœur de nouvelles actions et d'autres font des séjours en France et en Europe.
- Mardi 20 mai 2008 : Habiba Kouider, une jeune chrétienne convertie de Tiaret arrêtée en possession de bibles, est condamnée à trois ans de prison ferme.

### Juin
- Mardi 3 juin 2008 : le tribunal correctionnel de Tiaret a condamné, six chrétiens, accusés de prosélytisme et de « pratique de culte non musulman sans autorisation », a des peines de prison de 2 à 6 mois avec sursis et à des amendes de 100 000 à 200 000 dinar (1 000 à 2 000 euros).
- Mercredi 4 juin 2008 : double attentat contre la caserne de Bordj el Kiffan.
- Jeudi 5 juin 2008 : six militaires sont tués dans un attentat au Cap Djinet.
- Dimanche 8 juin 2008 : un ingénieur français est tué dans un double attentat à Beni Amrane près de Lakhdaria à la sortie du chantier de construction d'un tunnel ferroviaire. Onze personnes sont tuées.
- Lundi 9 juin 2008 : annonce du prochain livre d’Abdelkader Tigha Notre sale guerre contre le GIA (éd. du Nouveau Monde) dans lequel il relance la polémique sur les conditions de la mort des moines de Tibéhirine, massacrés par les GIA en 1996. Ils auraient séjourné au début de leur enlèvement dans un centre de l'armée algérienne situé à Blida avant de finir dans les mains de leurs bourreaux. En fait ils auraient été les victimes d'une manipulation antiterroriste qui a mal tourné.
- Jeudi 12 juin 2008 : deux attaques de groupes islamistes causent la mort de 9 militaires en deux jours.
- Mardi 24 juin 2008 : le premier ministre islamo-conservateur Abdelaziz Belkhadem, chef du FLN et chef des barbéfélènes — le courant islamiste —, est remplacé par Ahmed Ouyahia, chef du Rassemblement national démocratique. Le gouvernement Belkhadem a été marqué par une islamisation rampante du pays : fermeture des débits de boissons alcoolisées, condamnation des « mécréants » pour rupture illicite du jeûne durant le ramadan, chasse aux couples illégitimes, interdiction des restaurants aux femmes seules, persécution des chrétiens pour « pratique de culte non musulman sans autorisation », volonté d'instaurer le Coran comme « seule Constitution de la société algérienne ». Le retour d'Ahmed Ouyahia, proche des militaires, marque un début de recentrage « républicain », l'enjeu est l'élection présidentielle[1].

### Novembre
- Mercredi 12 novembre 2008 : le Parlement adopte un projet de révision de la Constitution qui autorise le président Abdelaziz Bouteflika à se présenter pour un troisième mandat présidentiel par 500 voix pour, 21 contre et 8 abstentions[2].
- Mercredi 20 novembre 2008 : un juge fédéral estime que 5 des 6 Algériens emprisonnés à Guantánamo sont détenus illégalement et ordonne leur libération.
- Mercredi 26 novembre 2008 : le groupe français Alstom annonce la signature d'un contrat de maintenance à long terme avec la société Algerian O&M Company SPA  d'un montant de 317 millions d'euros pour la centrale électrique SKT (Sharikat Kehraba Terga) à Terga (nord-ouest) en Algérie.
- Jeudi 27 novembre 2008 : le tribunal criminel de Boumerdès condamne à la peine de mort le chef islamiste Saïd Zoughli, alias Abou Ibrahim. Conseiller militaire au sein de l'ex-GSPC, il avait été blessé et fait prisonnier en juin 2004 au cours d'un accrochage avec une patrouille de l'armée[3].

### Décembre
- Mercredi 3 décembre 2008 : un islamiste algérien, arrêté en août 2000, reconnu coupable de « constitution d'un groupe terroriste armé », d'« homicide volontaire » et de « kidnapping », est condamné à la peine capitale par le tribunal de Boumerdès. Il a reconnu avoir commis plusieurs crimes avec le « groupe de Reghaia » dont le chef, Abdi Abdi, a été tué cette année à Legata.
- Dimanche 7 décembre 2008 :
  - Le président Abdelaziz Bouteflika décrète à l'occasion de la fête de l'Aïd El Adha une amnistie collective pour toutes les personnes condamnées définitivement, mais sont exclus de cette mesure les prisonniers « condamnés pour avoir commis ou tenté de commettre des infractions de terrorisme et de subversion, d'atteinte à la vie ou à l'intégrité physique, ou pour des crimes et délits de vol, d'association de malfaiteurs, de détournement de deniers publics ou privés, de corruption, de trafic d'influence, d'évasion, de fausse monnaie, de contrebande et de trafic de stupéfiants ».
  - Neuf émeutiers ayant participé aux évènements du 15 avril à Gdyel sont condamnés à deux ans de prison ferme par le tribunal criminel d'Oran pour dégradations de biens.
- Mardi 23 décembre 2008 :
  - Le directeur du quotidien francophone El Watan, Omar Belhouchet, et une de ses journalistes, Salima Tlemçani, ont été condamnés chacun à trois mois de prison ferme et 50 000 dinars d'amende (500 euros) pour « diffamation » après une plainte déposée par un médecin d'Alger après qu'ils l'ont accusé de charlatanisme.
  - La brigade territoriale de Tlemcen annonce avoir saisi 694 kg de cannabis dans un véhicule abandonné par un trafiquant de drogue qui a réussi à prendre la fuite.